# M. M. Warburg & Co.
Pour les articles homonymes, voir Warburg (homonymie).
M. M. Warburg & Co est une des plus grandes banques privées allemandes, basée à Hambourg. À travers plusieurs filiales, le groupe est présent dans 13 villes allemandes, ainsi qu'en Suisse et au Luxembourg. Le capital de la société est détenu exclusivement par des personnes privées et la gestion reste dans les mains des associés.

## Histoire
La banque a été fondée à Hambourg en 1798 par les frères Moses Marcus Warburg (1763-1830) et Gershon Warburg, sous la raison sociale M. M. Warburg & Co. La famille Warburg est dans la banque depuis la fin du XVIe siècle, ayant transité par Bologne.
En 1889, sous la direction de Moritz Warburg, cette société forte de 23 employés se concentre sur le négoce de devises et de changes des monnaies et des traites commerciales, en lien avec l'activité portuaire internationale de Hambourg. Son chiffre d'affaires est de 35 millions de marks. En 1893, la quatrième génération des Warburg prend la direction de la banque, avec Max Moritz Warburg (1867-1946) et son jeune frère Paul.
En 1905, la banque, tout en restant indépendante, est intégrée dans un consortium regroupant les plus grandes banques allemandes. En 1914, le bilan fait apparaître un chiffre d'affaires de 127 millions de marks et 111 employés. Carl Melchior est élu à la direction du conseil d'administration tandis que Paul Warburg s'installe à New York et prend la nationalité américaine.
En 1919-1920, lors du Traité de Versailles, Carl Melchior et Max Warburg, représentants de la délégation allemande, quittent les négociations en refusant de signer l'accord financier qui fixait le montant des réparations dues à la suite des dommages de guerre.
A la veille du krach de 1929, la banque affiche un bilan de 382 millions de reichsmarks.
En 1936, Max Warburg est encore aux commandes de la banque en dépit de la politique de nazification. Cependant, il ne peut s'opposer à  l'aryanisation de sa banque : en septembre 1937, il reçoit un ultimatum de Hjalmar Schacht, président de la Reichsbank, et Max, qui est à New York en vacances avec sa famille, pense alors à convertir tous ses avoirs grâce à quelques amis tout en se résignant à quitter l'Allemagne. Le nom de la banque est d'abord changé en Brinckmann, Wirtz & Co et la direction est confiée au directeur général Rudolf Brinckmann, ami des Warburg, et à leur chargé d'affaires, Paul Wirtz. En septembre 1939, tous les biens et avoirs allemands des Warburg sont saisis par les nazis.
En 1945, Brinckmann et Wirtz réussissent à sauver la banque en pratiquant une politique prudente tandis que le pays s'enfonce dans une phase de reconstruction très coûteuse. Le bilan de la banque s'effondre à 25 millions de deutschemarks en 1948.
À la suite du retour en 1949 des Warburg de leur exil aux États-Unis, Eric M. Warburg (1900-1990), fondateur en 1939 à New York de Warburg Pincus, reprend la gestion de la société grâce à une transaction à l'amiable.
En 1969, la raison sociale de l'établissement devient M. M. Warburg-Brinckmann, Wirtz & Co. Entre 1973 et 1983, sont ouvertes de nombreuses filiales (Luxembourg, Jakarta, Francfort).
En 1991, le nom de la banque redevient M. M. Warburg & Co et ouvre un bureau à Berlin.
En 1994, acquisition du Behne Group (HIH — Hamburgische Immobilien Handlung). 
La banque devient une société en commandite par actions et le capital s'élève à 243,4 millions de DM. L'année suivante elle se lance dans le métier de l'assurance.
Entre 1995 et 2005, les familles Olearius et Warburg détiennent plus de 80 % des actions, et demeurent à la tête du groupe à ce jour. Durant cette période de croissance, la banque Hallbaum de Hanovre, la banque Marcard, Stein & Co de Hambourg, la banque Carl F. Plump de Brême et la banque Löbbecke de Berlin sont rachetées.
En 2009, rachat de la Schwäbische Bank de Stuttgart.
En 2016, toutes les acquisitions bancaires réalisées depuis 2005 deviennent de simples filiales au nom du groupe M. M. Warburg & Co.

### Condamnation pour fraude
La banque est mise en cause dans l'affaire de fraude fiscale dite "CumEx". Elle a permis aux plus gros actionnaires de ne pas payer l’impôt prélevé sur les dividendes et même de se faire « rembourser » par les finances publiques locales cet impôt au prétexte qu’ils l’auraient déjà honoré ailleurs. Warburg est condamnée en 2016 à verser une amende de 47 millions d’euros à l’administration fiscale de Hambourg.